# Gruppo di Improvvisazione Nuova Consonanza
Il Gruppo di Improvvisazione di Nuova Consonanza, anche conosciuto con l'acronimo GINC o in alcune ristampe americane come Il Gruppo o anche The Group, è stato un gruppo di improvvisazione musicale formato a Roma da Franco Evangelisti nel 1964, considerato uno dei primi collettivi sperimentali di compositori insieme ai britannici AMM.

## Storia del gruppo

### Franco Evangelisti ed il contesto romano

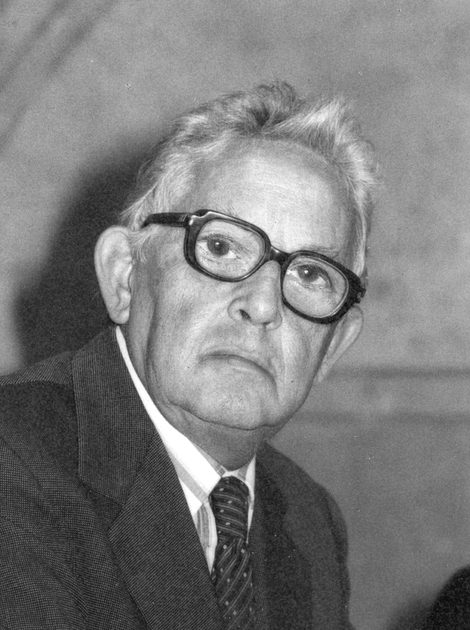
Goffredo Petrassi

Nel 1959 Franco Evangelisti ritorna a Roma dalla Germania, dove aveva preso parte tra il 1952 al 1960 ai Ferienkurse per la Nuova Musica a Darmstadt, ed aveva aderito parzialmente alle teorie compositive di Werner Meyer-Eppler dell'Università di Bonn sulla musica elettronica e sul concetto di alea nella musica, spingendosi anche a sostenere la necessità di superare la fase compositiva: "da più di 2000 anni in India gli esecutori sono anche compositori, essendo quella musica legata a forme momentanee". Nella capitale italiana, la musica contemporanea trovava sostenitori nel Conservatorio Santa Cecilia grazie ai corsi di Goffredo Petrassi o nel centro per la musica elettronica presso l'Accademia Filarmonica Romana.
È in questo contesto che nel 1959 Evangelisti crea l'associazione Nuova Consonanza per indagare gli sviluppi della composizione contemporanea, dell'improvvisazione e dei sistemi rumoristici e anti-musicali, in attività negli anni sessanta e negli anni settanta del XX secolo.

### La nascita del Gruppo di Improvvisazione di Nuova Consonanza
Nel 1964 nasce il Gruppo di Improvvisazione di Nuova Consonanza, le cui improvvisazioni andavano spesso a riempire i buchi nel cartellone dei festival e delle manifestazioni che l'omonima associazione organizzava. Il progetto permise ad Evangelisti di sviluppare ulteriormente le sue precedenti intuizioni sulla improvvisazione libera che lo portarono a definire il gruppo come "il primo ed unico gruppo formato da compositori-esecutori". Proprio in merito al Gruppo di Improvvisazione Nuova Consonanza, Evangelisti entrò in contatto con Larry Austin durante una residenza di quest'ultimo nella American Academy in Rome, che in questo periodo, stava sviluppando a Los Angeles, esecuzioni di John Cage e Stockhausen, basate sull'improvvisazione collettiva con il gruppo di estrazione jazzistica New Music Ensemble, con cui nacque un profondo rapporto di scambio e collaborazione.
Il GINC si esibì per la prima volta nel 1965, nel contesto del III Festival di Nuova Consonanza con una formazione che vedeva agli strumenti elettronici Franco Evangelisti, gli americani Larry Austin, John Heineman, John Eaton ed il tedesco Roland Kayn al clarinetto William O. Smith ed al sassofono l'ungherese Ivan Vandor, in precedenza impegnato con la Seconda Roman New Orleans Jazz Band.

### 1966: il primo album
Nel 1966 dopo la fuoriuscita di Eaton e Smith dal gruppo, entrano nella formazione l'americano Frederic Rzewski, assieme a due celebri allievi di Petrassi come Mario Bertoncini, già fra i fondatori dell'associazione Nuova Consonanza, ed Ennio Morricone, vecchio compagno del periodo di Darmstadt e compositore di colonne sonore e canzoni della musica leggera italiana. Ennio Morricone, che con il GINC ebbe l'occasione di ritornare a calcare i passi della musica sperimentale e d'avanguardia, ricorda in un'intervista con Valerio Mattioli, come "la musica che facevamo era improvvisata a partire da esercizi mirati: facevamo mesi e mesi di improvvisazione su parametri molto precisi, ci registravamo, la sera ci riascoltavamo e ci criticavamo. Era una cosa molto attenta". Il risultato fu un disco dal titolo omonimo, di improvvisazione libera dai forti accenti cameristici di estrazione colta, in cui risaltano gli strumenti "preparati" di derivazione cageiana mescolati a strumenti elettronici, il cui suono rimanda a paesaggi onirici e sospesi. Per la ristampa americana dell'album, la RCA intitolò "The Private Sea of Dream" ed attribuendolo ad "Il Gruppo", con un lancio sul mercato rivolto ad un pubblico più smaccatamente psichedelico e definendolo come "improvisational mood music for modern dream extensions.

### 1968-1970: Da "Improvisationen" per Deutsche Grammophon a The Feed-Back
Negli anni che seguirono il primo disco, la formazione vide continui cambi di organico. Nel 1968 erano presenti con più continuità, oltre che Evangelisti, Morricone, Bertoncini e Heineman, anche il percussionista Egisto Macchi ed il contrabbassista Walter Branchi, che aveva aperto assieme a Domenico Guaccero lo studio di musica elettronica R7. È con questa formazione che nel 1968, scontenti delle distorsioni imposte dalla RCA per l'edizione americana, pubblicano per l'etichetta di musica colta Deutsche Grammophon il loro Improvisationen. È in questi anni poi che iniziano a suonare al Beat '72, club e teatro frequentato fra gli altri da Carmelo Bene e Giacinto Scelsi, luogo simbolo del jazz "libero" e della nascente scena underground romana. Fu proprio il contatto con questa scena che porto il gruppo a ripensarsi: "la nostra musica era molto gestuale, astratta, magari anche difficile... Evangelisti voleva venire incontro ai gusti delle generazioni più giovani, quindi ad un certo punto pensammo: perché non aggiungiamo una chitarra elettrica? E poi, subito dopo: Perché non ci mettiamo anche una batteria?" (Morricone). Nacque così il loro album successivo: The feed-back del 1970, nome con il quale cambiarono provvisoriamente anche il nome del gruppo. I Feed-Back, che vedevano ora alla chitarra Bruno Battisti D'Amario ed alla batteria Vincenzo Restuccia, con l'intento dichiarato in copertina di voler dare "una linea tutta nuova e più coraggiosa nel campo della musica beat", assumono ora sonorità decisamente più jazz-funk, che secondo Mattioli anticipano il rock crudo dei Can, mentre secondo Cresti un brano come "Quasars" preannuncerebbe atmosfere post-punk con un decennio di anticipo.

### 1971: ritorno alla contemporanea
Dopo questa breve incursione nel mondo della musica popolare, Evangelisti e soci ritornarono ad occuparsi di musica contemporanea, riprendendo anche il vecchio nome. Nel 1971 il Gruppo di Improvvisazione Nuova Consonanza contribuì alla registrazione della partitura di Ennio Morricone per Gli occhi freddi della paura e sul finire dello stesso anno partecipano al festival Musica-Improvvisata, organizzato dal Beat '72, che vedeva sul palco oltre a loro i Synthesizers formati dal trio Domenico Guaccero, Alvin Curran ed Allan Bryant ed i Nuove Forme Sonore di Giancarlo Schiaffini
Il gruppo tentò anche di esibirsi in alcuni concerti dal vivo, ad esempio presso il Teatro Centrale di Roma collocato in pieno centro a via Celsa. I loro concerti avevano in sala un numero assai ristretto di spettatori e, soprattutto, dall'esodo dei pochi spettatori dalla sala prima della fine del concerto. Era abbastanza frequente che, finito lo spettacolo e accese le luci, in sala non fosse rimasto più nessuno.
Tra i partecipanti, strideva la presenza di Ennio Morricone, che già in quegli anni era uno dei pochi ad assicurarsi mezzi di sostentamento assai più lauti dei suoi compagni grazie alle colonne sonore cinematografiche, tanto per gli spaghetti western che per altri film italiani di successo. Se interpellato, tuttavia, Morricone assicurava che se aveva qualche possibilità di iscrivere il suo nome nella storia della musica ciò lo doveva alla ricerca di nuove sonorità associate al Gruppo di Nuova Consonanza e non certo alle "boiate" (così diceva) che componeva per i film commerciali.

## Membri
- Larry Austin
- Mario Bertoncini
- Walter Branchi
- John Eaton
- Franco Evangelisti
- John Heineman
- Roland Kayn
- Egisto Macchi
- Ennio Morricone
- Frederic Rzewski
- William O. Smith
- Ivan Vandor

## Discografia

### Come Gruppo di Improvvisazione Nuova Consonanza
- 1966 - Gruppo di Improvvisazione Nuova Consonanza, LP RCA
- 1969 - Improvisationen LP Deutsche Grammophon's Avant Garde series
- 1973 - Gruppo d'improvvisazione Nuova Consonanza
- 1975 - Nuova Consonanza, LP Cinevox Records. Ristampa 2007 CD Bella Casa.
- 1976 - Musica su schemi, LP Cramps Records. Ristampa 2002 CD Get Back.
- 1992 - 1967-1975, CD Edition RZ
- 2000 - Ennio Morricone - Gli Occhi Freddi Della Paura (Colonna sonora originale), LP Dagored.
- 2006 - Azioni, CD Die Schachtel.

### Come The feed-back
- 1970 - The feed-back, LP RCA